# Take My Love (Frank Sinatra)
Pour les articles homonymes, voir Love.
Clip vidéo
[vidéo] « Take My Love - Frank Sinatra », sur YouTube
[vidéo] « Say No More, It's Goodbye - Diahann Carroll », sur YouTube
[vidéo] « Johannes Brahms - 3e mouvement de sa symphonie n°3 », sur YouTube
Take My Love (Prends mon amour, en anglais) est un standard de jazz américain, enregistré en single en 1950 chez Columbia Records par le crooner Frank Sinatra,, et intégré à son album compilation Adventures of the Heart de 1957. 

## Histoire
Cette chanson d'amour est co-écrite en 1950  par Frank Sinatra, Jack Wolf et Joel Herron (en même temps que I'm a Fool to Want You) avec une musique adaptée et arrangée par Axel Stordahl (en), en version jazz vocal symphonique, du 3e mouvement romantique de la symphonie n°3 de 1883 de Johannes Brahms, et des paroles sur le thème « d'une déclaration d'amour » alors qu'il est en couple ultra médiatisé, entre 1949 et 1951, avec Ava Gardner « Prends mon amour, serre-moi fort, prends mon amour, partage cette nuit, partage mes lèvres, partage mon cœur, dis que nous ne nous séparerons jamais... ».
Il l'enregistre en novembre 1950 au Columbia's 30th Street Studio de New York, chez Columbia Records, dans le même registre crooner que I'm a Fool to Want You de mars 1951, également dédié à son amour fou pour Ava Gardner. 

## Reprises et adaptations
Cette chanson est adaptée du 3e mouvement de la Symphonie n°3 de 1883 de Johannes Brahms, et intégrée dans divers albums compilations de la carrière de Franck Sinatra. 
Elle est reprise entre autres par Georges Auric, en juin 1961, pour la musique du film Aimez-vous Brahms… (Goodbye Again) de 1961, d'Anatole Litvak (inspiré du roman Aimez-vous Brahms… de Françoise Sagan) avec Say No More, It's Goodbye de Diahann Carroll, ou sous le nom Quand tu dors près de moi, interprétée par Yves Montand, et Dalida... 
Elle est également reprise par Jane Birkin, sous le nom Baby Alone in Babylone (1983) avec des paroles françaises de Serge Gainsbourg...

## Au cinéma
- 1961 : Aimez-vous Brahms…, d'Anatole Litvak. 3e mouvement de la Symphonie n°3 durant un repas dansant chez Maxim's à Paris, avec Ingrid Bergman, Anthony Perkins et Yves Montand, et en version jazz vocal Say No More, It's Goodbye, par Diahann Carroll[8],[9], dans un club de jazz parisien (très inspirée de la version Take My Love de Frank Sinatra de 1950).